# Holumnica
Holumnica este o comună slovacă, aflată în districtul Kežmarok din regiunea Prešov. Localitatea se află la altitudinea de 594 m deasupra n.m., se întinde pe o suprafață de 16,78 km2 și în 2017 număra 890 de locuitori.

## Istoric
Localitatea Holumnica este atestată documentar din 1293.

## Demografie
| An:                | 1994 | 2004    | 2014   | 2024   |
| ------------------ | ---- | ------- | ------ | ------ |
| Număr de persoane: | 727  | 812     | 874    | 930    |
| Diferență:         |      | +11,69% | +7,63% | +6,40% |

| An:                | 2023 | 2024   |
| ------------------ | ---- | ------ |
| Număr de persoane: | 935  | 930    |
| Diferență:         |      | −0,53% |